# Pompilio Maria Pirrotti
Pompilio Maria Pirrotti (* 29. September 1710 in Montecalvo Irpino bei Avellino, Italien; † 15. Juli 1766 in Campi Salentina, Italien) war ein italienischer Priester und Mönch. Er wird in der katholischen Kirche als Heiliger verehrt.

## Leben
Domenico, so sein Geburtsname, trat unter dem Namen Pompilius Maria vom heiligen Nikolaus den Piaristen bei und wurde zum Priester geweiht. Er war als begabter Prediger und Seelsorger tätig. Angeblich soll er die Gaben der Wunderheilung und der Prophetie besessen haben. Er förderte in Italien die Verehrung des Heiligsten Herzens Jesu und verfasste im Jahr 1765 dazu eine Novene. Dies brachte ihm allerdings viele Anfeindungen und zeitweise wurde ihm verboten, zu predigen und die Beichte zu hören. 
Pompilio wurde von Papst Leo XIII. 1890 selig- und von Papst Pius XI. 1934 heiliggesprochen. Sein Gedenktag in der Liturgie ist der 15. Juli.